# Tanarrio
Tanarrio es una localidad del municipio de Camaleño (Cantabria, España). En el año 2023 tenía 40 habitantes (INE). 

## Geografía
La localidad está ubicada a 450 metros de altitud sobre el nivel del mar, en terreno desigual y montuoso; dista dos kilómetros de la capital municipal, Camaleño. El llamado «alcornocal de Tanarrio» es un bosque de alcornoques situado en la parte baja de la vertiente meridional del macizo Oriental de los Picos de Europa. 

## Patrimonio
Antiguamente hubo aquí un monasterio dedicado a San Facundo. Del patrimonio arquitectónico de este lugar destacan la iglesia parroquial románica (siglo XIII), con retablos en su interior y la ermita de San Facundo, que conserva un Cristo gótico del siglo XV. Aquí nació Rafael de Floranes Vélez de Robles y Encinas, historiador del siglo XVIII.